# Simazine
Simazine of simazin (ISO-naam) is een herbicide met als brutoformule C7H12ClN5. Het behoort tot de triazines waartoe ook atrazine en cyanazine behoren. Vroeger werd simazine veel gebruikt als totaalherbicide, maar het gebruik ervan is sedert 2000 streng gereglementeerd omwille van het feit dat het veelvuldig in (drink)water werd aangetroffen in concentraties boven de wettelijke norm.

## Toepassingen
Simazine bestrijdt vooral eenjarige onkruiden. Het moet worden toegepast op onkruidvrije, enigszins vochtige bodem, ca. 6 maanden vóór het volggewas wordt geoogst.
Merknamen van simazinehoudende herbiciden zijn of waren onder andere: Agrichim Simazin SC, Belchim Simazin 500 SC, Bitemol, Camparol 55 WP, Gesatop, Imex-Simazin, Kerb Super GR, Luxan Simazin, Nu-Sol SR, Premazin, Premazine, Primatol S, Simanex, Simatrex en Synet. Het is beschikbaar als spuitpoeder, in water dispergeerbare korrels of in oplossing.

## Regelgeving
De Europese Commissie heeft (bij Beschikking 2004/247/EG van 10 maart 2004) het gebruik van simazine in gewasbeschermingsmiddelen verboden vanaf 10 september 2004. In enkele landen mocht het nog uitzonderlijk toegepast worden tot 30 juni 2007 bij bepaalde teelten (in België bij schorseneren, asperges, siergewassen en rabarber; in Nederland bij aardbeien). In Nederland mocht simazine reeds sedert 2000 niet meer gebruikt worden. Daarvoor werd het vooral gebruikt als onkruidbestrijder bij de teelt van granen, koolzaad, erwten, fruit en bloembollen. In België was het gebruik van simazinehoudende producten sedert 2002 beperkt: enkel een strikt land- of tuinbouwgebruik door professionele gebruikers was toegelaten, waarbij de maximale gebruiksdosis 1 kg/ha per jaar was.

## Toxicologie en veiligheid
Simazine is geklasseerd als giftig voor waterorganismen. Het is matig persistent: de halveringstijd in de bodem bedraagt gemiddeld 60 dagen, in water gemiddeld 30 dagen.
Simazine is een brandbaar product en fijn verdeeld poeder of korrels in de lucht kunnen een explosief stofmengsel vormen.
Simazine is weinig tot niet acuut toxisch. Het is geen vluchtige stof, maar een schadelijke concentratie kan via de aerosol (bij sproeien) of het poeder ingeademd worden. Herhaaldelijke of langdurig contact van simazine met de huid kan leiden tot dermatitis (huidontsteking). Er zijn tegenstrijdige aanwijzigen over het carcinogene karakter van simazine, daarom is het ingedeeld in IARC-klasse 3.